# Helix (település)
Helix az Amerikai Egyesült Államok Oregon államának Umatilla megyéjében elhelyezkedő város, a Pendleton–Hermiston mikrostatisztikai körzet része. A 2020. évi népszámláláskor 194 lakosa volt.

## Története
Eredetileg Oxfordnak nevezték volna el, de miután egy helyi lakosnak megműtötték a csigáját, a Helix elnevezés mellett döntöttek. Lewis A. McArthur, az Oregon Geographic Names szerzője ebben kételkedik.

## Népesség
| Lakosok száma | 109  | 200  | 193  | 182  | 148  | 152  | 155  | 183  | 184  | 194  |
|               | 1910 | 1920 | 1930 | 1950 | 1960 | 1970 | 1980 | 2000 | 2010 | 2020 |

## Gazdaság
A város legnagyobb foglalkoztatója a középiskola.
A környező földeken szárazgazdálkodás folyik; a legjelentősebb termény a búza. A közelben szélerőművek találhatók.

## Kultúra
Az emlékezet napján rodeót rendeznek. A Wheatstock zenei fesztivált augusztusban tartják.

## Nevezetes személyek
- Raymond F. Rees, vezérőrnagy[8]
- Lowell Stockman, politikus[9]

## Fordítás
- Ez a szócikk részben vagy egészben  a   Helix, Oregon című angol Wikipédia-szócikk ezen változatának fordításán alapul.  Az eredeti cikk szerkesztőit annak laptörténete sorolja fel. Ez a jelzés csupán a megfogalmazás eredetét és a szerzői jogokat jelzi, nem szolgál a cikkben szereplő információk forrásmegjelöléseként.